# Смоленская АЭС-2
Смоленская АЭС-2 — проектируемая атомная электростанция на юге Смоленской области около города Десногорск.

## История строительства
Станция планируется как станция замещения Смоленской АЭС, по мере истечения её ресурса. На сегодня[когда?] проектируются первые два энергоблока, которые должны быть введены в строй в 2033 и в 2034 году соответственно.
В ноябре 2014 года изыскательские работы по сооружению Смоленской АЭС-2, которые Атомпроект проводил на площадке близ села Богданово Рославльского района, в 7 км от действующей АЭС, были завершены.
В сентябре 2016 года получено разрешение на размещение энергоблоков Смоленской АЭС-2.
В 2018 году решён вопрос по передаче земель из земельного фонда к госкорпорации «Росатом».
До конца 2020 года будет разработан и утверждён план мероприятий по инвестиционному проекту строительства Смоленской АЭС-2.
В конце 2023 года на площадке будущего строительства стартовали предварительные работы - снос растительности, планировка грунта, строительство временного жилого городка строителей. 

## Информация об энергоблоках
| Энергоблок          | Тип реакторов | Мощность | Мощность | Начало строительства | Подключение к сети | Ввод в эксплуатацию | Закрытие |
| Энергоблок          | Тип реакторов | Чистый   | Брутто   | Начало строительства | Подключение к сети | Ввод в эксплуатацию | Закрытие |
| ------------------- | ------------- | -------- | -------- | -------------------- | ------------------ | ------------------- | -------- |
| Смоленск 2-1 (план) | ВВЭР-оптим    | 1115 МВт | 1200 МВт | 2027 (план)          |                    | 2033 год (план)     |          |
| Смоленск 2-2 (план) | ВВЭР-оптим    | 1115 МВт | 1200 МВт |                      |                    | 2035 год (план)     |          |